# Colposcòpia
La colposcòpia (grec antic: κόλπος, kolpos, buit, ventre, vagina + skopos "mirar a") és un procediment ginecològic que es realitza normalment per avaluar a la pacient amb resultats anormals en la prova de Papanicolau. El colposcopi és una espècie de telescopi d'enfocament pròxim que permet al metge veure amb detall regions anormals del coll uterí, a través de la vagina, pel que és possible extreure una biòpsia de l'àrea anormal i enviar-lo al patòleg.
Per visualitzar les parets de la vagina i del coll uterí, s'introdueix un espècul que obre les parets de la vagina, es neteja la mucosa amb una dilució d'àcid acètic, es poden utilitzar diferents colorants com lugol i diferents tipus de llum per diferenciar la mucosa normal de la patològica. Quan se li posa lugol al coll de l'úter i existeix una lesió aquest no es pinta completament només les parts sanes, d'aquesta manera permet triar la part en què es va a realitzar 1a biòpsia.
Avui dia la colposcòpia no només se circumscriu a l'examen del coll uterí, sinó que també s'utilitza per visualitzar les parets vaginals, així com l'introit vaginal, genitals externs, perineu i anus. Recentment s'ha estès la seva utilitat per efectuar la androscopia, que consisteix a observar els genitals externs de l'home, amb igual finalitat diagnòstic i terapèutic.